# 八戸地域地場産業振興センター

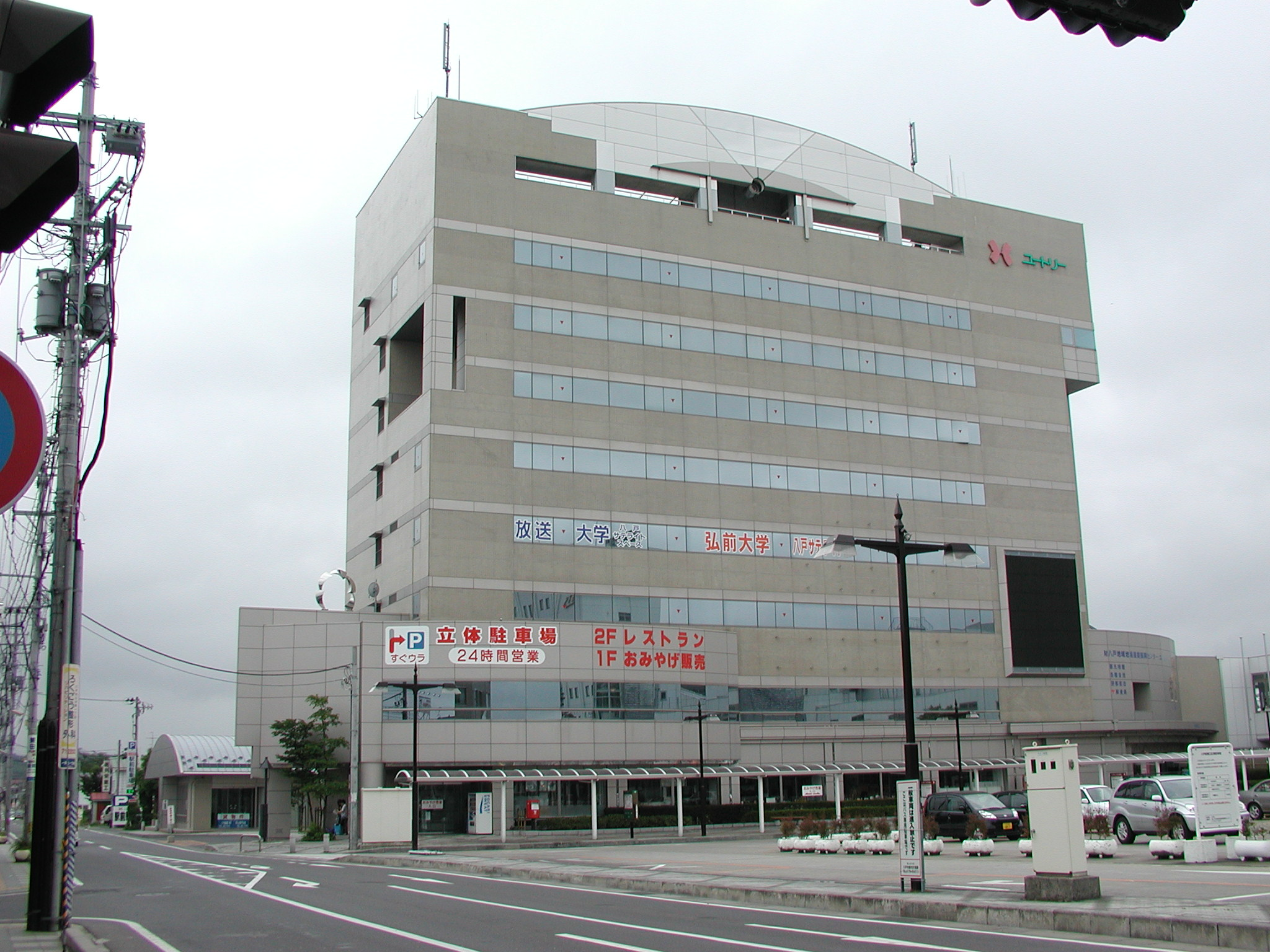
八戸地域地場産業振興センター『ユートリー』（2007年7月撮影）

八戸地域地場産業振興センター（はちのへちいきじばさんぎょうしんこうセンター、愛称：ユートリー）は1992年12月26日に開館した展示、即売、会議、宿泊などを備えた施設。青森県八戸駅東口の近くにあり、同地区のシンボル的存在である。愛称の由来は、YOU TREE：『あなたの木』から。当施設の運営は、八戸地域において地場産業振興のための事業を実施している一般財団法人八戸地域地場産業振興センターが行なっている。

## 沿革
- 1991年8月8日 - 一般財団法人八戸地域地場産業振興センターを設立。
- 1992年12月26日 - 八戸地域地場産業振興センター（愛称：ユートリー）開館。

## 施設概要
- 1階には地元特産品の即売コーナーや多目的ホールがあるほか、八戸三社大祭の山車展示や八戸駅前郵便局も置かれているほか、日本生命保険八戸西営業部も入居している（かつては八戸信用金庫(当時)の店舗が置かれていた）。
- 2階には異業種各企業の紹介コーナーがあるほか、レストランが営業している。
- その他、4階には放送大学八戸サテライトスペースが入居しているほか、6階・7階には宿泊施設も用意されている。
- 2009年6月頃には、展示即売コーナーにおいてSuica決済サービスが開始された。
- 2013年3月まではトヨタカローラ八戸の販売イベント「カローラ八戸ファンファンカーニバル」が大ホールにて週末を中心に不定期で開催されていた（数ヶ月に1回→月1回以上と開催日数は増えていった）が、2013年4月より開催場所を「サザンウイング」（八戸市江陽）に移す。

## 所在地
〒039-1102 青森県八戸市一番町一丁目9-22

### アクセス
- 東日本旅客鉄道（JR東日本）・青い森鉄道：八戸駅下車すぐ
- 八戸市営バス・南部バス（八食100円バスを含む）・十和田観光電鉄バス（八戸～十和田市駅線）：「八戸駅前」バス停下車すぐ